# Ђорђе Ценић
Ђорђе Ценић (Београд, 25. јануар/6. фебруар 1825 — Беч, 24. септембар/7. октобар 1903) био је српски правник, политичар, професор Правног факултета на Великој школи, председник Државног савета, председник Министарског савета Кнежевине Србије и више пута министар правде.

## Биографија
Ђорђе Ценић рођен је 25. јануара 1825. године у Београду, од оца Димитрија Ценића, београдског трговца и мајке Ане. Основну и средњу школу завршио је у Београду. Након завршене средње школе одлази као државни питомац у инистранство, где на универзитетима у Берлину, Хајделбергу и Халу студира право.
После завршених студија враћа се у Србију и постављен је 1849. године за професора Правног факултета, предмет кривично право на Лицеју у Београду. Априла 1851. године премештен је у администрацију и био је столоначелник у попечитељству просвете, правосуђа и иностраних дела. У својој двадесетдеветој години крајем 1853. постао је председник Окружног суда у Смедереву, а затим и председник суда за варош Београд. Био је секретар Врховног и Касационог суда, а од јула 1858. године начелник попечитељства правосуђа. Члан Апелационог суда постао је у фебруару 1860. године, а у марту исте године постаје председник Апелационог суда, ставши на том месту до краја октобра 1860. године.
У неколико наврата био је министар правде, први пут 1861. године у влади Филипа Христића, други пут је постао министар правде и председник владе после убиства Кнеза Михаила 1868. године, трећи пут Ценић је био министар правде 1873. године у влади Јована Мариновића. Као министар Ценић је улагао напоре да уреди казнене заводе у Србији и да издржавање казне прилагоди савременим енглеским сватањима. Подигао је казнени завод у Пожаревцу. Његовом заслугом укинута је у Србији 1873. телесна казна (батинање). Био је главни носилац кривично-правне мисли у Србији деветнаестог века.
Поред своје основне дужности Ђорђе Ценић обављао је врло мало јавних и друштвених дужности. Са Стевчом Михаиловићем и Радивојем Милојковићем, био је тутор малолетном Кнезу Милану све до његовог пунолетства 10. августа 1872. године.
Ђорђе Ценић постаје предсеник Државног савета 1875. године и на том месту остаје наредних десет година. На том положају Ценић је био сарадник кнеза Михаила при изради закона којима се српска држава постепено модернизовала, не водећи рачуна о Турском уставу. По својој молби одлази у пензију 1885. године.
Од његових писаних дела најважније је Објашњење казнителног закона за Књажевство Србију из 1866. Сматра се да је овим делом ударен темељ српској теорији кривичног права и оно је дуго служило као основа за праксу кривичног правосуђа у Србији.
Био је строг али праведан, вредан и тачан што је захтевао и од својих запослених, без самохвалисања, предан служби и отаџбини. Због својих заслуга и врлина добитник је највиших државних одликовања: Таковски крст I реда са лентама, Краљевски орден Белог Орла I реда са лентама, Орден Милоша Великог I реда са лентама.
Правном факултету Велике школе поклонио је своју правничку библиотеку са око 300 стручних дела
Преминуо је 24. септембра 1903. године у Бечу, у хотелу Tegetthoff, где је одлазио ради лечења.

## Одликовања
- Таковски крст I реда са лентама
- Краљевски орден Белог орла I реда са лентама
- Орден Милоша Великог I реда са лентама

## Галерија
- Обясненě Казнителногъ законика за Княжество Србію
- Нил Попов као назови историк српски
- Отворено писмо ономе који га хоће